# Formula One 05
Formula One 05 è un videogioco di Formula 1 per PlayStation 2 pubblicato nel 2005 e distribuito da Sony. In questo gioco è presente il nuovo circuito della Turchia e il nuovo team, Red Bull Racing, che va a sostituire la Jaguar Racing.

## Modalità di gioco
In questo gioco, come nel precedente Formula One 04, possono essere sbloccati premi come le auto; ma a differenza del 2004, ora non si può più scegliere il casco che va sbloccato, vincendo punti nella modalità Carriera. Si parte da un casco tutto bianco, fino ad arrivare a un casco marrone con il numero 1 sopra.
Sempre in quanto ai premi, ottenendo tutti tempi oro nella sessione cronometrata, si può sbloccare il circuito cittadino di Detroit.
Altri miglioramenti fatti rispetto all'anno passato: controllo di guida diverso e più realistico, grafica migliore.
Tipi di partite:
- Gara veloce;
- Prova cronometrata;
- Weekend Gran Premio;
- Campionato del Mondo;
- Carriera;
- Multigiocatore.

## Team e piloti
- Scuderia Ferrari = 1.Michael Schumacher/2.Rubens Barrichello
- BAR Honda= 3.Jenson Button/4.Takuma Satō
- Renault= 5.Fernando Alonso/6.Giancarlo Fisichella
- Williams BMW= 7.Mark Webber/8.Nick Heidfeld
- McLaren Mercedes= 9.Kimi Räikkönen/10.Juan Pablo Montoya
- Sauber Petronas= 11.Jacques Villeneuve/12.Felipe Massa
- Red Bull Racing Cosworth= 14.David Coulthard/15.Christian Klien
- Toyota Racing= 16.Jarno Trulli/17.Ralf Schumacher
- Jordan Toyota= 18.Tiago Monteiro/19.Narain Karthikeyan
- Minardi Cosworth= 20.Christijan Albers/21.Patrick Friesacher

## Contenuti storici

### Circuiti classici
- Circuito di Detroit-Sede del precedente Gran Premio dei Stati Uniti.
- Circuito Paul Ricard-Sede del precedente Gran Premio di Francia.

### Auto sbloccabili
- 1962-Lotus 25
- 1978-Lotus 78
- 1982-Williams FW08
- 1986-Williams FW11
- F1 05 Concept

## Telecronaca
- Martin Brundle e James Allen
- Andrea De Adamich e Claudia Peroni
- Antonio Lobato e Víctor Seara
- Oskari Saari e Erkki Mustakari
- Olav Mol e Allard Kalff
- Fernando Tornello, Adrián Puente e Juan Fazzini/Eduardo Ruiz
- Fernando Tapia e Alejandro Schmauk
- Galvão Bueno/Cléber Machado/Luís Roberto/Sérgio Maurício, Reginaldo Leme e Luciano Burti
- Christophe Malbranque, Jean-Louis Moncet e Jacques Laffite
- Germán Mejía e Diego Mejía